# 真土駅
真土駅（まつちえき）は、愛媛県北宇和郡松野町蕨生（わらびお）にある、四国旅客鉄道（JR四国）予土線の駅である。駅番号はG36。
愛媛県では最南端の駅で、当駅と1つ前の西ケ方駅との間で県境を越える。

## 歴史
- 1960年（昭和35年）10月1日：日本国有鉄道の駅として開業[1][2]。気動車の旅客のみ取り扱う駅員無配置駅[3]。
- 1987年（昭和62年）4月1日：国鉄分割民営化により、JR四国の駅となる[1]。

## 駅構造
単式ホーム1面1線の無人駅。ホームはJR四国で一番短い25mで、ホーム脇に待合所がある。

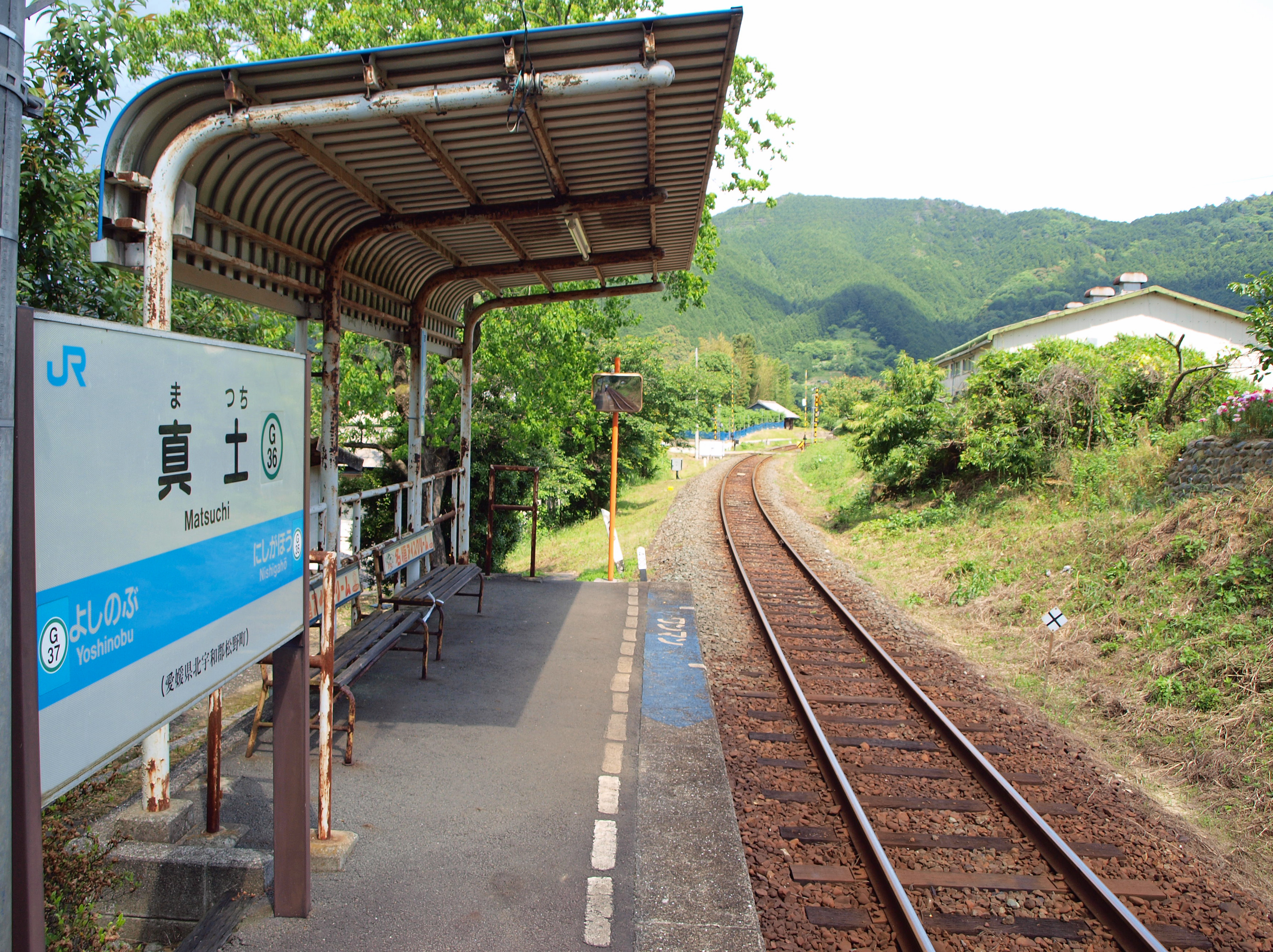
ホーム（2010年5月）

## 利用状況
1日の平均乗降人員は以下の通りである。
| 1日乗降人員推移 | 1日乗降人員推移 |
| 年度            | 1日平均人数     |
| --------------- | --------------- |
| 2011年          | 14              |
| 2012年          | 18              |
| 2013年          | 22              |
| 2014年          | 18              |
| 2015年          | 18              |
| 2016年          | 8               |
| 2017年          | 8               |
| 2018年          | 6               |

## 駅周辺
附近には茶畑が広がる。
- 広見川

## 隣の駅
四国旅客鉄道（JR四国）
■予土線
西ケ方駅 (G35) - 真土駅 (G36) - 吉野生駅 (G37)